# Runit
L'île Runit est l'une des 40 îles d'Eniwetok des Îles Marshall dans l'océan Pacifique. L'île est le site d'un dépôt de déchets radioactifs laissé par les États-Unis après avoir effectué une série d'essais nucléaires sur l'atoll d'Enewetak entre 1946 et 1958. Des inquiétudes persistent quant à la détérioration du site de déchets et à un éventuel déversement radioactif.

## Dome de Runit

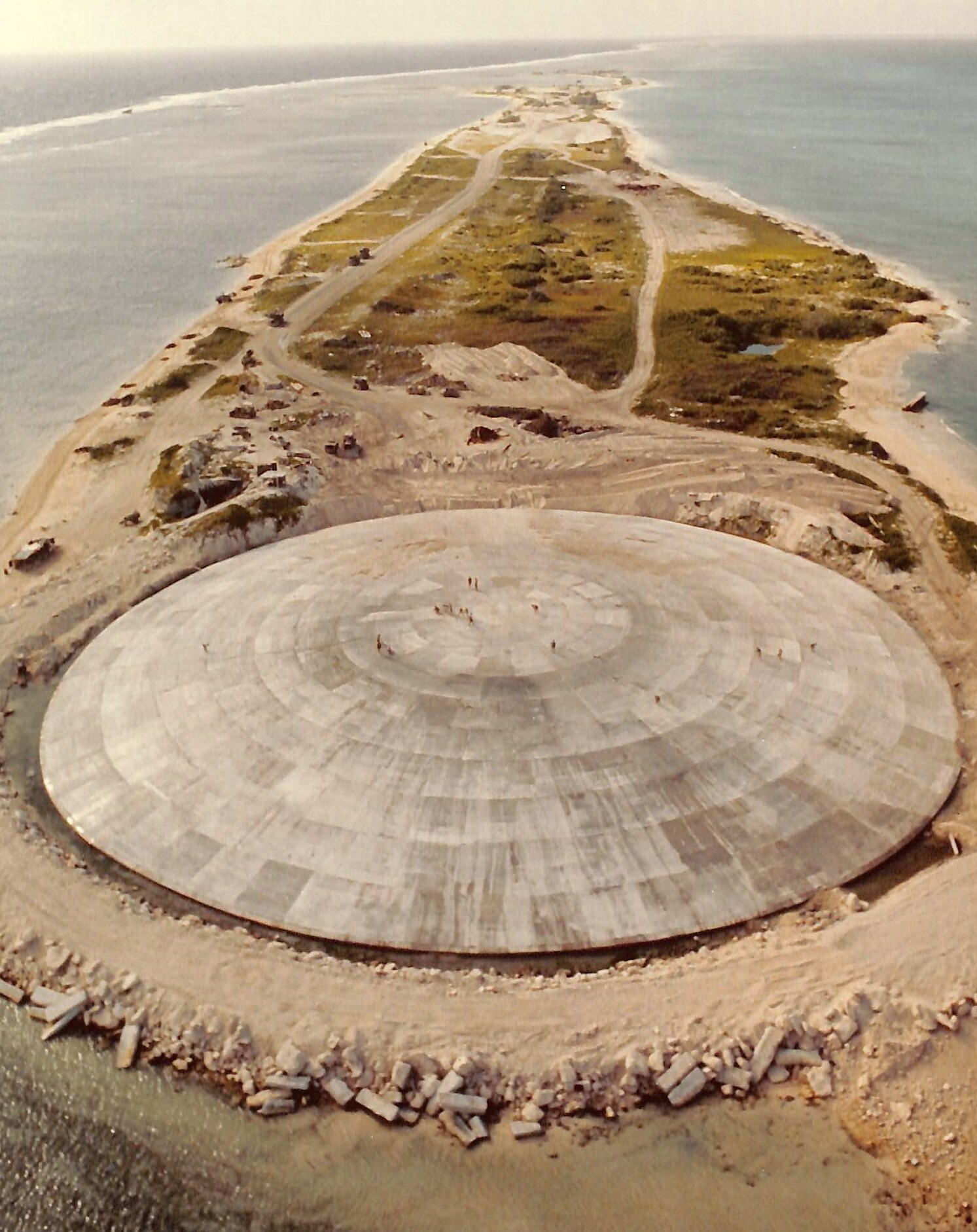
Vue aérienne du dôme. Le dôme est placé dans le cratère créé par l'essai d'armes nucléaires Cactus en 1958.

Le Runit Dome, également appelé Cactus Dome est un dôme épais de béton au niveau de la mer, recouvrant 85 000 m3 de débris radioactifs, dont du plutonium 239. Les débris proviennent des essais nucléaires effectués dans l'atoll d'Enewetak par les États-Unis entre 1946 et 1958.
D'après un rapport du DoE publié en juin 2020, l'opération de nettoyage des années 1970 n'a rassemblé sous le dôme qu'environ 0,8 % des déchets transuraniens de l'atoll:2.
Le fond poreux du cratère n'a pas été recouvert de béton par souci d'économie et laisse donc entrer l'eau de mer. Cependant, d'après le DoE, les radionucléides devraient être rapidement dilués et ne pas augmenter le risque radioactif pour l'environnement marin, par rapport à celui déjà existant.